# Tenkodogo Airport
Tenkodogo Airport är en flygplats i Burkina Faso. Den ligger i den centrala delen av landet, 140 km öster om huvudstaden Ouagadougou. Tenkodogo Airport ligger 314 meter över havet.
Terrängen runt Tenkodogo Airport är platt. Närmaste större samhälle är Tenkodogo, 2,2 km söder om Tenkodogo Airport.
Omgivningarna runt Tenkodogo Airport är en mosaik av jordbruksmark och naturlig växtlighet. Runt Tenkodogo Airport är det ganska tätbefolkat, med 120 invånare per kvadratkilometer.